# Клюг, Эккехард
Эккехард Клюг (род. 3 июня 1956, Киль, ФРГ) — немецкий историк, государственный деятель, политик. В 2009—2012 годах — министр образования и культуры федеральной земли Шлезвиг-Гольштейн.

## Биография
После окончания средней школы в 1974 году служил в армии.
В 1976 году поступил в университет имени Кристиана-Альбрехта в Киле.
В 1983 году защитил докторскую диссертацию «Тверское княжество (1247—1485). Взлёт, расцвет и упадок». Затем работал в качестве научного сотрудника на семинаре по истории Восточной Европы в Кильском университете.
Членом СвПГ с 1973 года. С сентября 1989 года по сентябрь 1993 года — заместитель председателя правительства СвДП в Шлезвиг-Гольштейне и лучшим кандидатом от СвДП на выборах в 1996 году. На государственных выборах 2005 года рассматривался как возможный министр образования в случае участия СвДП в правительстве.
В 1992—2017 годах — член парламента земли Шлезвиг-Гольштейн. С 1992 по 1993 год — управляющий директор парламента, а после отставки Вольфганга Кубицки до выборов в парламент штата в 1996 году Клюг возглавлял парламентскую группу СвДП. С июня 1996 года по октябрь 2009 года снова был парламентским управляющим директором группы СвДП. С 1992 по 2009 год входил в комитет по образованию государственного парламента, с 1995 по 2009 год — в Европейский комитет.
С 27 октября 2009 года — государственный министр Шлезвиг-Гольштейна по вопросам образования и культуры. После смены правительства в кабинете Альбига потерял министерский пост 12 июня 2012 года.

## Авторство
- Das Fürstentum Tver (1247—1485). Aufstieg, Selbstbehauptung und Niedergang. (=Forschungen zur osteuropäische Geschichte. Osteuropa-Institut an den Freien Universität Berlin. Historische Veröffentlichungen. Band 37). — Harrassowitz, Wiesbaden, 1985. ISBN 3-447-02553-0.

### Переводы на русский язык
- Клюг Э. Княжество Тверское (1247—1485 гг.) / Эккехард Клюг; Пер. с нем. А. В. Чернышова; Общ. ред. П. Д. Малыгина, П. Г. Гайдукова; Каф. истории древ. мира и сред. веков Твер. гос. ун-та и др. — Тверь: РИФ, 1994. — 432 с. — (Библиотека Тверского края). — ISBN 5-85543-004-9.